# Чемпіонат Європи з легкої атлетики серед юніорів 2019
Чемпіонат Європи з легкої атлетики серед юніорів 2019 був проведений 18-21 липня в Буросі на стадіоні «Риаваллен».
Склад збірної України для участі в чемпіонаті був затверджений виконавчим комітетом ФЛАУ.
Українець Михайло Кохан переміг на чемпіонаті з юніорським рекордом Європи з метання молота. У першій спробі Кохан метнув молот на позначку нового рекорду юніорських чемпіонатів Європи (81,94). У другій спробі він встановив новий юніорський рекорд Європи (83,47), а у третій ще раз перевершив його (84,73).

## Призери

### Чоловіки
| Дисципліни                     | Золото                                                                         | Золото      | Срібло                                                                          | Срібло        | Бронза                                                                             | Бронза      |
| ------------------------------ | ------------------------------------------------------------------------------ | ----------- | ------------------------------------------------------------------------------- | ------------- | ---------------------------------------------------------------------------------- | ----------- |
| 100 метрів                     | Лоренцо Пайссан Італія                                                         | 10,44       | Антоній Пліхта Польща                                                           | 10,52         | Чад Міллер Велика Британія                                                         | 10,53       |
| 200 метрів                     | Оньєма Адігіда Нідерланди                                                      | 21,08       | Еліас Гьор Німеччина                                                            | 21,16         | Маттіа Донола Швейцарія                                                            | 21,18       |
| 400 метрів                     | Едоардо Скотті Італія                                                          | 45,85       | Бернат Ерта Іспанія                                                             | 46,24 PB      | Рікі Петручані Швейцарія                                                           | 46,34       |
| 800 метрів                     | Олівер Дастін Велика Британія                                                  | 1.50,56     | Бен Паттісон Велика Британія                                                    | 1.50,68       | Фінлі Маклір Велика Британія                                                       | 1.51,19     |
| 1500 метрів                    | Нуну Перейра Португалія                                                        | 3.55,85     | Робін ван Ріл Швейцарія                                                         | 3.56,03       | Джошуа Лей Велика Британія                                                         | 3.56,20     |
| 3000 метрів                    | Еліас Шремль Німеччина                                                         | 8.16,07 PB  | Мілош Малешевич Сербія                                                          | 8.16,68 PB    | Омер Амачтан Туреччина                                                             | 8.17,51 PB  |
| 5000 метрів                    | Аарон лас Ерас Іспанія                                                         | 14.02,76 PB | Аєтулла Асланган Туреччина                                                      | 14.05,01 PB   | Дарра Макелгінні Ірландія                                                          | 14.06,05    |
| 110 метрів з бар'єрами (99 см) | Джошуа Зеллер Велика Британія                                                  | 13,39       | Марк Гейден Нідерланди                                                          | 13,58 PB      | Поль Шаботі Франція                                                                | 13,64       |
| 400 метрів з бар'єрами         | Карл Бенгтстрем Швеція                                                         | 50,32 SB    | Сімус Дербішир Велика Британія                                                  | 50,86 PB      | Матей Балух Словаччина                                                             | 51,26 PB    |
| 3000 метрів з перешкодами      | Мурат Ялчинкая Туреччина                                                       | 8.58,20     | Омар Нуур Швеція                                                                | 8.58,79 PB    | Етсон Барруш Португалія                                                            | 9.01,85     |
| 4×100 метрів                   | НімеччинаФабіан Ольберт Сімон Вульфф Еліас Гер Лукас Анса-Пепра                | 39,79       | ІталіяМаттіа Донола Лоренцо Пайссан Лоренцо Янес Лоренцо Патта                  | 39,89         | НідерландиКейтаро Остерволде Марк Гейден Джино ван Вейк Бретт Дуфф                 | 40,28       |
| 4×400 метрів                   | ТуреччинаОгужан Кая Енчу Кубілай Берке Акчам Ільяс Чанакчі Емірган Кос (забіг) | 3.08,34     | ЧехіяЛадіслав Топфер Філіп Лікман Даніел Лехар Матей Крсек Якуб Маєрцак (забіг) | 3.08,50 NU20R | ІспаніяЕлізер Золаво Хав'єр Санчес Вісенте Антунес Бернат Ерта Херсон Посо (забіг) | 3.08,66     |
| Ходьба 10000 метрів            | Микита Коляда Білорусь                                                         | 41.10,03    | Ріккардо Орсоні Італія                                                          | 41.51,71 PB   | Лукаш Недзялек Польща                                                              | 42.20,66 SB |
| Стрибки у висоту               | Тома Кармуа Бельгія                                                            | 2,22        | Олег Дорощук Україна                                                            | 2,14          | Артту Маттіла Фінляндія                                                            | 2,12 SB     |
| Стрибки з жердиною             | Пол Хьовген Ліллефоссе Норвегія                                                | 5,41        | Ілля Кравченко Україна                                                          | 5,31          | Робен Еміг Франція                                                                 | 5,31        |
| Стрибки в довжину              | Жюль Поммері Франція                                                           | 7,83 PB     | Джарод Бія Швейцарія                                                            | 7,78 NU20R    | Андряс-Самуел Букса Румунія                                                        | 7,53        |
| Потрійний стрибок              | Артем Коноваленко Україна                                                      | 16,50 PB    | Марк Мажейка Бельгія                                                            | 16,22         | Андреас Пантазіс Греція                                                            | 16,08       |
| Штовхання ядра (6 кг)          | Олег Томашевич Білорусь                                                        | 21,32       | Войцех Марок Польща                                                             | 20,07 PB      | Алперен Караган Туреччина                                                          | 19,76       |
| Метання диска (1,75 кг)        | Ясіель Сотеро Іспанія                                                          | 62,93       | Міхал Форейт Чехія                                                              | 62,17 PB      | Якуб Форейт Чехія                                                                  | 61,64       |
| Метання молота (6 кг)          | Михайло Кохан Україна                                                          | 84,73 EU20R | Хрістос Францескакіс Греція                                                     | 84,22 NU20R   | Джорджо Олів'єрі Італія                                                            | 78,75       |
| Метання списа                  | Сімон Віланд Швейцарія                                                         | 79,44 NU23R | Кріш'яніс Сунтажс Латвія                                                        | 79,23 PB      | Дімітріос Ціцос Греція                                                             | 77,79 PB    |
| Десятиборство (юніорське)      | Зімон Егаммер Швейцарія                                                        | 7851 NU20R  | Леон Мак Нідерланди                                                             | 7700 PB       | Маркус Рут Норвегія                                                                | 7692 PB     |

### Жінки
| Дисципліни                | Золото | Золото         | Срібло                                                                | Срібло         | Бронза                                                                                          | Бронза      |
| ------------------------- | --- | -------------- | --------------------------------------------------------------------- | -------------- | ----------------------------------------------------------------------------------------------- | ----------- |
| 100 метрів                | Вітторія Фонтана Італія | 11,40 NU20R    | Нкетія Седо Нідерланди                                                | 11,40          | Хаель Бестуе Іспанія                                                                            | 11,59       |
| 200 метрів                | Емі Гант Велика Британія | 22,94          | Джеміма Джозеф Франція                                                | 23,60          | Люсі Ферож Бельгія                                                                              | 23,63       |
| 400 метрів                | Поліна Міллер Допущені нейтральні атлети                                                                                                   | 51,72          | Амбер Аннінг Велика Британія                                          | 52,18 PB       | Барбора Малікова Чехія                                                                          | 52,37 NU20R |
| 800 метрів                | Ізабелль Боффей Велика Британія | 2.02,92        | Делія Склабас Швейцарія                                               | 2.03,36        | Кілі Годжкінсон Велика Британія                                                                 | 2.03,40 PB  |
| 1500 метрів               | Делія Склабас Швейцарія | 4.25,95        | Сара Гілі Ірландія                                                    | 4.27,14        | Тугба Топташ Туреччина                                                                          | 4.28,13     |
| 3000 метрів               | Зофія Дудек Польща | 9.30,06        | Маріана Мачаду Португалія                                             | 9.30,66        | Еліза Дуколі Італія                                                                             | 9.32,42     |
| 5000 метрів               | Клара Лукан Словенія | 16.03,62 NU20R | Надя Баттоклетті Італія                                               | 16.09,39       | Лаура Петтерсен Данія                                                                           | 16.10,44    |
| 100 метрів з бар'єрами    | Тільде Йоханссон Швеція | 13,16          | Пія Скшишовська Польща                                                | 13,35 PB       | Люсі-Джейн Метьюз Велика Британія                                                               | 13,38 NU18B |
| 400 метрів з бар'єрами    | Фемке Бол Нідерланди | 56,25          | Сара Мато Угорщина                                                    | 56,89 NU23R    | Сара Гальєго Іспанія                                                                            | 57,44 SB    |
| 3000 метрів з перешкодами | Паула Шнайдерс Німеччина | 10.08,66 PB    | Клер Палу Франція                                                     | 10.12,31 NU20R | Йосіна Папенфюсс Німеччина                                                                      | 10.12,42    |
| 4×100 метрів              | Велика БританіяКессі-Енн Пембертон Емі Гант Джорджина Адам Іммануела Аліу                                                                  | 44,11          | НідерландиМінке Бісхопс Зої Седні Демі ван дер Вілденберг Нкетія Седо | 44,21          | НімеччинаКатлін Райнгардт Денізе Упгофф К'яра Шимпф Талеа Препенс Свенья Пфетш (забіг)          | 44,34       |
| 4×400 метрів              | Велика БританіяНаташа Гаррісон Ізабелль Боффей Луїз Еванс Амбер Аннінг Мейсі Снейт (забіг) Наянна Дюбаррі-Гей (забіг) Ганна Фостер (забіг) | 3.33,03        | БілорусьКатерина Живаєва Астерія Лімай Валентина Чимбар Аліна Лучшева | 3.37,06 NU20R  | ПольщаАлександра Формелла Сара Нойманн Александра Всолек Сюзан Лашель Пауліна Зелінська (забіг) | 3.37,13     |
| Ходьба 10000 метрів       | Мер'єм Бекмез Туреччина | 44.44,50       | Евін Демір Польща                                                     | 46.38,68       | Маріона Гарсія Іспанія                                                                          | 46.50,50 PB |
| Стрибки у висоту          | Ярослава Магучіх Україна | 1,92           | Аделіна Халікова Допущені нейтральні атлети                           | 1,90           | Наталія Спиридонова Допущені нейтральні атлети                                                  | 1,87        |
| Стрибки з жердиною        | Аксана Гатаулліна Допущені нейтральні атлети                                                                                               | 4,36           | Марі-Жюлі Боннен Франція                                              | 4,16 PB        | Ельєн Векеманс Бельгія                                                                          | 4,16        |
| Стрибки в довжину         | Ларісса Япікіно Італія | 6,58           | Тільде Йоханссон Швеція                                               | 6,52           | Голлі Міллс Велика Британія                                                                     | 6,50        |
| Потрійний стрибок         | Спірідула Каріді Греція | 14,00          | Александра Начева Болгарія                                            | 13,81          | Рута Ласмане Латвія                                                                             | 13,48       |
| Штовхання ядра            | Йорінде ван Клінкен Нідерланди | 17,39          | Пінар Акйол Туреччина                                                 | 16,19          | Ерна Гурнарсдоттір Ісландія                                                                     | 15,65       |
| Метання диска             | Аліна ван Дален Нідерланди | 55,92 NU18B    | Озлем Беджерек Туреччина                                              | 54,17          | Аманда Нганду-Нтумба Франція                                                                    | 53,22       |
| Метання молота            | Валерія Іваненко Україна | 65,83          | Саманта Борутта Німеччина                                             | 63,53          | Жанетт Немет Угорщина                                                                           | 61,99       |
| Метання списа             | Кароліна Віска Італія | 56,48          | Юлія Ульбріхт Німеччина                                               | 54,98          | Гедлі Тугі Естонія                                                                              | 54,52       |
| Семиборство               | Марія Вісенте Іспанія | 6115 WU20L     | Кейт О'Коннор Ірландія                                                | 6093 NR        | Аннік Келін Швейцарія                                                                           | 6069 PB     |

## Медальний залік
| Місце                | Країна                     | Золото | Срібло | Бронза | Загалом |
| -------------------- | -------------------------- | ------ | ------ | ------ | ------- |
| 1                    | Велика Британія            | 6      | 3      | 6      | 15      |
| 2                    | Італія                     | 5      | 3      | 3      | 11      |
| 3                    | Нідерланди                 | 4      | 5      | 1      | 10      |
| 4                    | Україна                    | 4      | 2      | 0      | 6       |
| 5                    | Туреччина                  | 3      | 4      | 3      | 10      |
| 6                    | Німеччина                  | 3      | 3      | 2      | 8       |
| 7                    | Швейцарія                  | 3      | 2      | 2      | 7       |
| 8                    | Іспанія                    | 3      | 1      | 4      | 8       |
| 9                    | Білорусь                   | 2      | 2      | 0      | 4       |
| 9                    | Швеція                     | 2      | 2      | 0      | 4       |
| 11                   | Допущені нейтральні атлети | 2      | 1      | 1      | 4       |
| 12                   | Франція                    | 1      | 3      | 3      | 7       |
| 13                   | Польща                     | 1      | 3      | 2      | 6       |
| 14                   | Греція                     | 1      | 1      | 2      | 4       |
| 15                   | Португалія                 | 1      | 1      | 1      | 3       |
| 16                   | Бельгія                    | 1      | 0      | 2      | 3       |
| 17                   | Норвегія                   | 1      | 0      | 1      | 2       |
| 18                   | Словенія                   | 1      | 0      | 0      | 1       |
| 19                   | Чехія                      | 0      | 2      | 2      | 4       |
| 20                   | Ірландія                   | 0      | 2      | 1      | 3       |
| 21                   | Латвія                     | 0      | 1      | 1      | 2       |
| 21                   | Угорщина                   | 0      | 1      | 1      | 2       |
| 23                   | Болгарія                   | 0      | 1      | 0      | 1       |
| 23                   | Сербія                     | 0      | 1      | 0      | 1       |
| 25                   | Ісландія                   | 0      | 0      | 1      | 1       |
| 25                   | Данія                      | 0      | 0      | 1      | 1       |
| 25                   | Естонія                    | 0      | 0      | 1      | 1       |
| 25                   | Румунія                    | 0      | 0      | 1      | 1       |
| 25                   | Словаччина                 | 0      | 0      | 1      | 1       |
| 25                   | Фінляндія                  | 0      | 0      | 1      | 1       |
| Загалом (30 збірних) | Загалом (30 збірних)       | 44     | 44     | 44     | 132     |